# 嘉手納町立屋良小学校
嘉手納町立屋良小学校（かでなちょうりつ やらしょうがっこう）は、沖縄県中頭郡嘉手納町屋良にある公立小学校。

## 概要
学校から200メートルのところに米軍嘉手納基地があり、毎年飛行機が墜落したという想定で避難訓練が実施されている。1968年11月19日にはB52爆撃機が離陸に失敗し、墜落炎上、その爆風で隣接する屋良幼稚園の校舎の窓ガラスが吹き飛び、運動場には飛行機の残骸が飛び散るなど大きな被害を受けた。1960－70年代には児童数が1000人を超えるマンモス校だったが、80年代に入ると減少していき、現在は300人程度である。

## 沿革
- 1906年4月 - 屋良尋常小学校として創立。
- 1916年4月 - 高等科が併置され屋良尋常高等小学校と改称する。
- 1938年 - 校章制定。
- 1941年4月 - 国民学校令で屋良国民学校と改称する。
- 1945年 - 沖縄戦により校舎消失、校地も米軍嘉手納飛行場に接合される。
- 1947年
  - 4月22日 - 嘉手納アシビーナの空地に屋良初等学校として開校。
  - 7月 - 字屋良9番地に校舎敷地移転。
- 1948年
  - 4月 - 嘉手納中学校併置。
  - 12月4日 - 校名を嘉手納小学校と改称する。
- 1966年
  - 6月9日 - 防音教室改築、モデル教室完成。
  - 9月15日 - 完全給食実施。
- 1967年4月 - 各教室防音冷房装置を設置。
- 1968年
  - 4月1日 - 屋良小学校として校名を改称する。
  - 4月6日 - 校歌制定式挙行。
- 1969年10月15日 - 校旗樹立式挙行。
- 1970年1月14日 - 水泳プール竣工。
- 1973年7月15日 - 防音校舎竣工。
- 1974年
  - 9月15日 - スクールゾーン施設完了。
  - 12月5日 - 体育館竣工。
  - 12月10日 - 特別棟竣工。
- 1975年
  - 2月25日 - 創立67年並びに校舎落成祝賀式典挙行。
  - 9月9日 - 校門竣工。
- 1976年（昭和51年）
  - 3月10日 - 特別活動室完成。
  - 8月31日 - 理科教材園完成。
- 1977年（昭和52年）3月31日 - 屋外便所竣工。
- 1978年（昭和53年）2月28日 - プール日覆い竣工。
- 1979年（昭和54年）
  - 3月15日 - 渡り廊下竣工。
  - 3月29日 - 運動場夜間照明施設完成。
- 1982年
  - 3月14日 - 体力作り施設タイヤータワー、バランスタイヤ作りをする。
  - 7月23日 - 特殊学級遊び場設置。
  - 9月24日 - シャワー室工事完了。
- 1983年
  - 2月4日 - 校舎改築防音事業認可決定。
  - 5月10日 - プール周辺の日おい取り替えする。
  - 12月18日 - バックネット作りをする。
- 1984年
  - 2月16日 - すべり台作り替えをする。
  - 12月28日 - 校舎改築防音事業設計完了。
- 1985年6月19日 - オープンスペースの新校舎を着工。
- 1986年
  - 1月13日 - 旧校舎より新校舎に移転。
  - 6月28日 - 創立80周年記念式典挙行。
- 1991年4月4日 - 卒業記念植樹としてガジュマル1本を植える。
- 1992年3月30日 - 学校食堂完成。
- 1995年2月22日 - ガジュマル下スタンド修復工事とゴミ置き場を設置した。
- 1996年11月2日 - 創立90周年記念式典・祝賀会挙行。
- 1998年2月27日 - タイムカプセル埋設式挙行。
- 1999年
  - 6月3日 - 英会話教室開始。
  - 9月1日 - パソコン教室開始。
- 2000年
  - 5月18日 - 新体育館竣工。
  - 4月13日 - 運動場完成オープンセレモニー挙行。
- 2001年
  - 3月31日 - 農園・実習園、堆肥小屋、運動場整備工事、校門改修工事、体育館、職員室側アスファルト舗装工事、築山、池、ナイター設備、バックネット設備等完了。
  - 4月13日 - 運動場完成オープンセレモニー開催。
- 2003年12月22日 - 屋良小学校子ども見守り隊・安全パトロール出発式。
- 2006年11月4日 - 創立100周年記念式典・祝賀会挙行。
- 2008年6月14日 - 校舎修繕（管理棟コンクリート補修）。
- 2009年1月9日 - 食堂棟屋根防水補修。
- 2010年3月31日 - 蝶園（名称:「ひらひら蝶園）完成。

## 通学区域
- 嘉手納町 東区（屋良地区）　中央区（嘉手納ロータリー内を除くほぼ全域）。
- 卒業生は基本的に嘉手納町立嘉手納中学校に進学する。

## 著名な卒業生
- 比嘉俊次

## 学校周辺
- 嘉手納町立屋良幼稚園 - 同一敷地内で、かつ進級前幼稚園。
- 嘉手納町学校給食共同調理場
- 嘉手納町立屋良ふれあいパーク
- ニライ消防本部
- 屋良地区体育館
- 屋良城址公園
- クイーズトラップゴルフコース
- 沖縄県立嘉手納高等学校
- 沖縄県道74号沖縄嘉手納線
- 米軍嘉手納飛行場

## アクセス
- 琉球バス交通62系統中部線で、「屋良」停留所下車後、
  - 北谷方面行のりばから、徒歩約295m・約5分。
  - 読谷方面行のりばから、徒歩約365m・約6分。